# Камуй (Пуерто-Рико)
Камуй (ісп. Camuy, МФА: [kaˈmwi]) — муніципалітет Пуерто-Рико, острівної території у складі США. Заснований 1807 року.

## Географія
Камуй розташований у північно-західній частині острову Пуерто-Рико.
Площа суходолу муніципалітету складає 121 км² (29-е місце за цим показником серед 78 муніципалітетів Пуерто-Рико).

## Демографія
Станом на 2010 рік на території муніципалітету мешкало 35 159 ос.
Динаміка чисельності населення:

## Населені пункти
Найбільші населені пункти муніципалітету Камуй:
| Населений пункт | Статус | Населення :   | Населення :   | Населення :   |
| Населений пункт | Статус | на 01.04.1990 | на 01.04.2000 | на 01.04.2010 |
| --------------- | ------ | ------------- | ------------- | ------------- |
| Альянса         | Селище | н/д           | н/д           | 2 569         |
| Камуй           | Місто  | 3 890         | 4 013         | 3 704         |
| П'єдра-Горда    | Селище | 1 771         | 1 927         | 1 937         |
| Кебрада         | Селище | 1 191         | 1 130         | 995           |